# Абриньба Дмитро Ілліч
Дмитро́ Іллі́ч Абри́ньба (*8 лютого 1885 — †11 січня 1918, Катеринослав) — командир полку військ Центральної Ради.

## Життєпис
Дмитро Абриньба народився 8 лютого 1885 року. Походив з козаків Миргородського повіту Полтавської губернії. 

### Служба в РІА
У 1908 році закінчив Чугуївське військове училище за 1-м розрядом. Після училища служив підпоручиком у 61-му піхотному Володимирському полку (Білосток). З 15 грудня 1910 року — у 177-му Ізборському полку (Рига).
З 16 липня 1914 року служив у 36-му піхотному Орловському полку, з яким брав участь у Першій світовій війні. Був двічі поранений, нагороджений всіма орденами до Святого Володимира IV ступеня з мечами та биндою, а також орденом Святого Георгія IV ступеня (29 липня 1916 року) та Георгіївською зброєю. 24 січня 1917 року закінчив прискорений курс Військової академії Генерального штабу. Згодом перебував на посаді в. о. начальника штабу 169-ї піхотної дивізії. Останнє звання у російській армії — підполковник.

### На службі Україні
11 липня 1917 року призначений командиром 1-го Українського запасного полку у Києві, який був сформований з частини Богданівського полку (на посаду прибув 14 липня 1917 року). У вересні-жовтні 1917 року очолював на фронті 209-й піхотний Богородський полк.
Після Жовтневого перевороту у Петрограді знову повернувся на службу до військ Центральної Ради, деякий час був помічником командира Одеської гайдамацької бригади. З кінця листопада 1917 року — командир Гайдамацького куреня у Катеринославі.
Загинув у січні 1918 року у вуличних боях проти більшовицьких військ у Катеринославі, під час Першої українсько-більшовицької війни.

## Вшанування пам'яті
- Вулиця Дмитра Абриньби у місті Первомайськ Миколаївської області.
- У місті Дніпро є провулок Полковника Абриньба.
- Постановою № 184-VIII Верховної Ради України від 11 лютого 2015 року 130 років із дня народження відзначалося на державному рівні.[1][2]